# Alpine Village
Alpine Village, vroeger Alphine Village, is een gehucht en census-designated place in de Amerikaanse staat Californië. Het ligt in het dunbevolkte Alpine County in het Sierra Nevada-gebergte. In 2010 woonden er 114 mensen, tegenover 136 in 2000.

## Geografie
De CDP Alpine Village beslaat een oppervlakte van 7,262 km² op een hoogte van 1.708 meter. Voor praktische redenen wordt het gehucht Woodfords, dat net als Alpine Village op de kruising van California State Route 89 en SR 88 ligt, tot de CDP van Alpine Village gerekend. Een kleine vijf kilometer ten noordoosten van het dorp ligt Mesa Vista en ongeveer tien kilometer ten zuiden van Alpine Village ligt de county seat Markleeville langs SR 89. De meest nabije stad is South Lake Tahoe op de oevers van Lake Tahoe (een autorit van een halfuur) en Carson City in Nevada (een rit van zo'n 40 minuten).

## Demografie
Volgens de volkstelling van 2010 door het United States Census Bureau woonden er 114 mensen in Alpine Village. De etnische samenstelling was als volgt: 91 (79,8%) blanken, 19 (16,7%) indianen en 1 (0,9%) Aziatische Amerikaan. Daarnaast woonden er 2 personen van een ander ras en 1 persoon van twee of meer rassen. In totaal identificeerden 6 mensen (5,3%) zich als Hispanic of Latino.